# Mniejsze zło (album)
Mniejsze zło – piąty album studyjny polskiego zespołu muzycznego Percival Schuttenbach muzykę nagrano w uniQ Sound Studio we Wrocławiu pod koniec 2014 i na początku 2015 roku. Tytułowe „Mniejsze zło” to element, który przewija się przez każdy utwór. Teksty opowiadają o wyborach: trudnych i trudniejszych, których dokonywali bohaterowie w dawnych legendach i opowieściach, jak również w codziennym życiu. „Mniejsze zło” to mieszanka folku i muzyki metalowej.

## Lista utworów
1. „Oberek” – 1:19
2. „Oj tam na mori” – 3:54
3. „Żmij i dziewczyna” – 7:30
4. „Dzierzba” – 7:58
5. „I nie wrócił...” – 5:51
6. „Medunica” – 7:00
7. „Martwe zło” – 6:37
8. „Zmora” – 5:16
9. „Tridam” – 4:08
10. „Nilfgaard” – 7:10
11. „Cantara” – 3:40[1]